# Karlheinz Misera
Karlheinz Misera (* 1933 in Strehlitz; † 27. Januar 2008) war ein deutscher Rechtswissenschaftler und Hochschullehrer an der Ruprecht-Karls-Universität Heidelberg.

## Leben
Misera studierte ab 1954 Rechtswissenschaften, Theologie, Philosophie und klassische Philologie an den Universitäten Bonn, Frankfurt am Main, Innsbruck, Münster, Hamburg und Neapel. 1956 schloss er sein Philosophiestudium ab. Ab 1959 arbeitete er als wissenschaftlicher Mitarbeiter von Max Kaser in Hamburg. 1962 legte Misera sein Erstes Juristisches Staatsexamen ab, nach dem anschließenden Referendariat folgte 1967 das Zweite Staatsexamen. Anschließend arbeitete er als Referent beim Landschaftsverband Westfalen-Lippe. Im Februar 1968 wurde er bei Hans Brox an der Universität Münster zum Dr. iur. promoviert. Anschließend arbeitete er zunächst als wissenschaftlicher Assistent an der Universität Bielefeld, bevor er 1970 zu Dieter Nörr zurück an die Universität Münster wechselte, wo Misera noch im selben Jahr sein Habilitationsverfahren abschloss. 
Im Wintersemester 1970/71 vertrat Misera den Lehrstuhl von Gerardo Broggini an der Universität Heidelberg. Im folgenden Semester nahm er einen Lehrauftrag an der Universität Bochum wahr, bevor er 1971 einem Ruf zurück nach Heidelberg folgte. Dort hatte er bis zu seiner Emeritierung 1999 einen ordentlichen Lehrstuhl in der romanistischen Abteilung inne.
Er war Mitglied der katholischen Studentenverbindung KStV Hansea-Halle Münster.

## Wirken und Werke (Auswahl)
Miseras Dissertation widmet sich noch einem arbeitsrechtlichen Thema. In seinem weiteren Werk widmete er sich jedoch bevorzugt dem römischen Recht, insbesondere dem römischen Zivil- und Zivilprozessrecht. Von ihm stammen zahlreiche Beiträge in Festschriften und Sammelwerken, die diesen Themenbereich betreffen.
- Tarifmacht und Individualbereich unter Berücksichtigung der Sparklausel. De Gruyter, Berlin 1969 (Dissertation).
- Der Bereicherungsgedanke bei der Schenkung unter Ehegatten. Böhlau, Köln 1974, ISBN 978-3-412-03174-9.